# Luke McCormick
Pour les articles homonymes, voir McCormick.
Luke McCormick est un ancien footballeur professionnel anglais, né le 15 août 1983 à Coventry. Le 6 octobre 2008, il est condamné à sept ans et quatre mois de prison pour avoir causé la mort de deux enfants lors d'un accident de voiture. Son alcoolémie était deux fois supérieur à la limite autorisée.
Le 28 juillet 2020, il rejoint Plymouth Argyle.

## Palmarès

### En club
- Barnsley FC
  - Vice-champion d'Angleterre de D3 en 2019.
- Swindon Town
  - champion d'Angleterre de D4 en 2020.

### Distinctions personnelles
- Membre de l'équipe type de League Two en 2017.